# Eschebachsche Werke

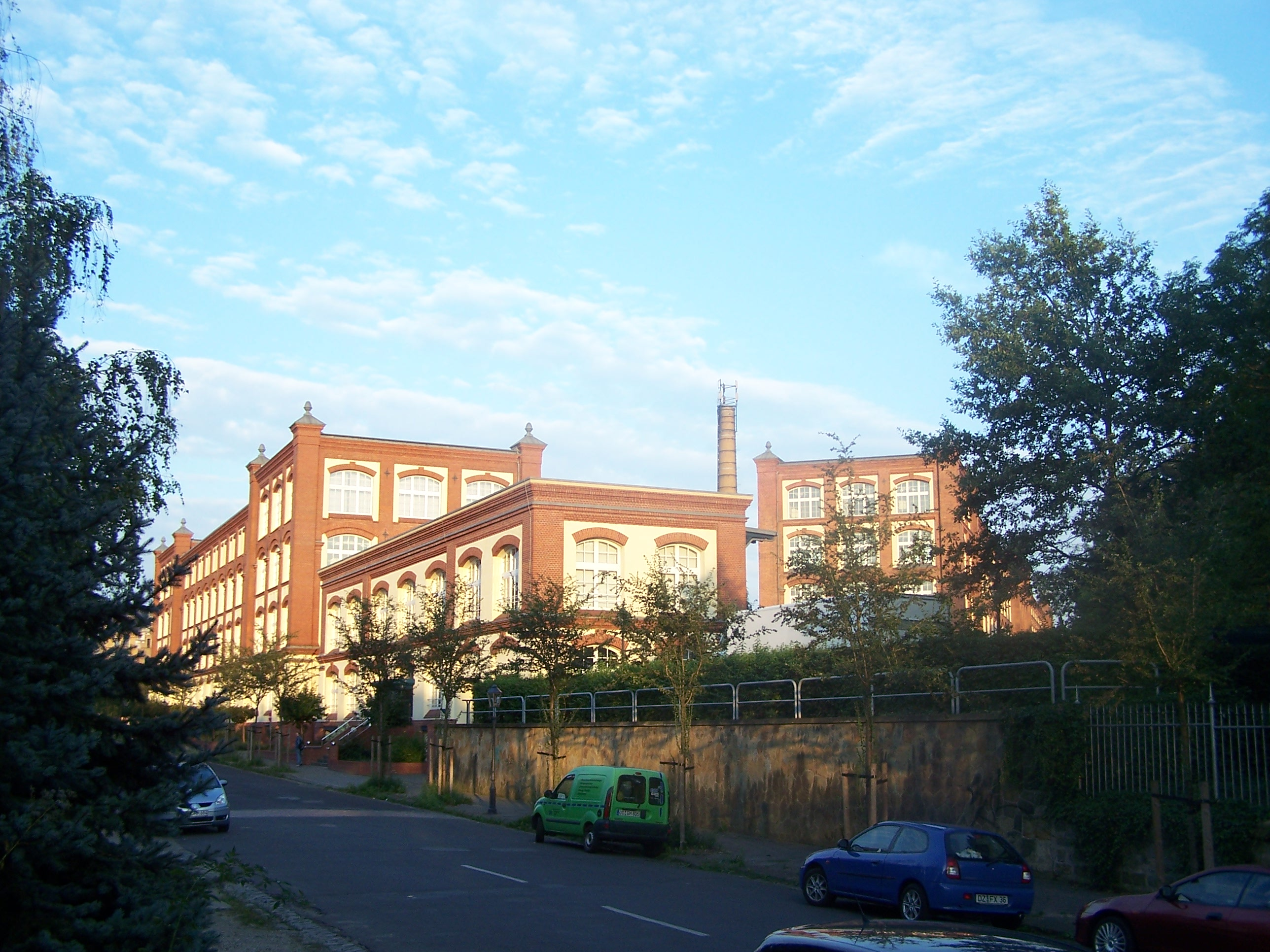
Der 1900 errichtete Neubau des Dresdner Eschebach’schen Werkes in Dresden-Pieschen

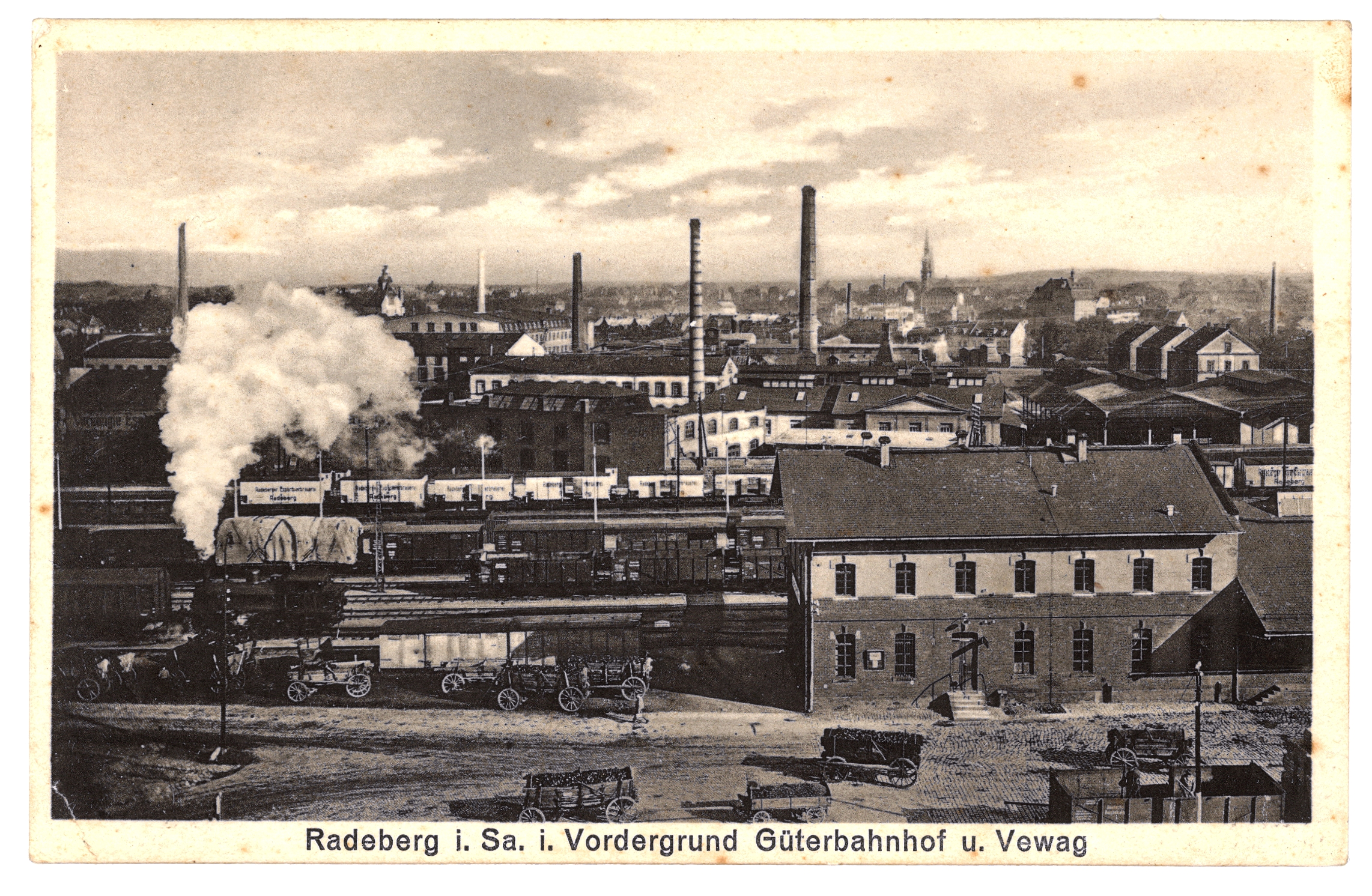
Vereinigte Eschebach’sche Werke Radeberg (Vewag), im Vordergrund der Güterbahnhof, um 1916

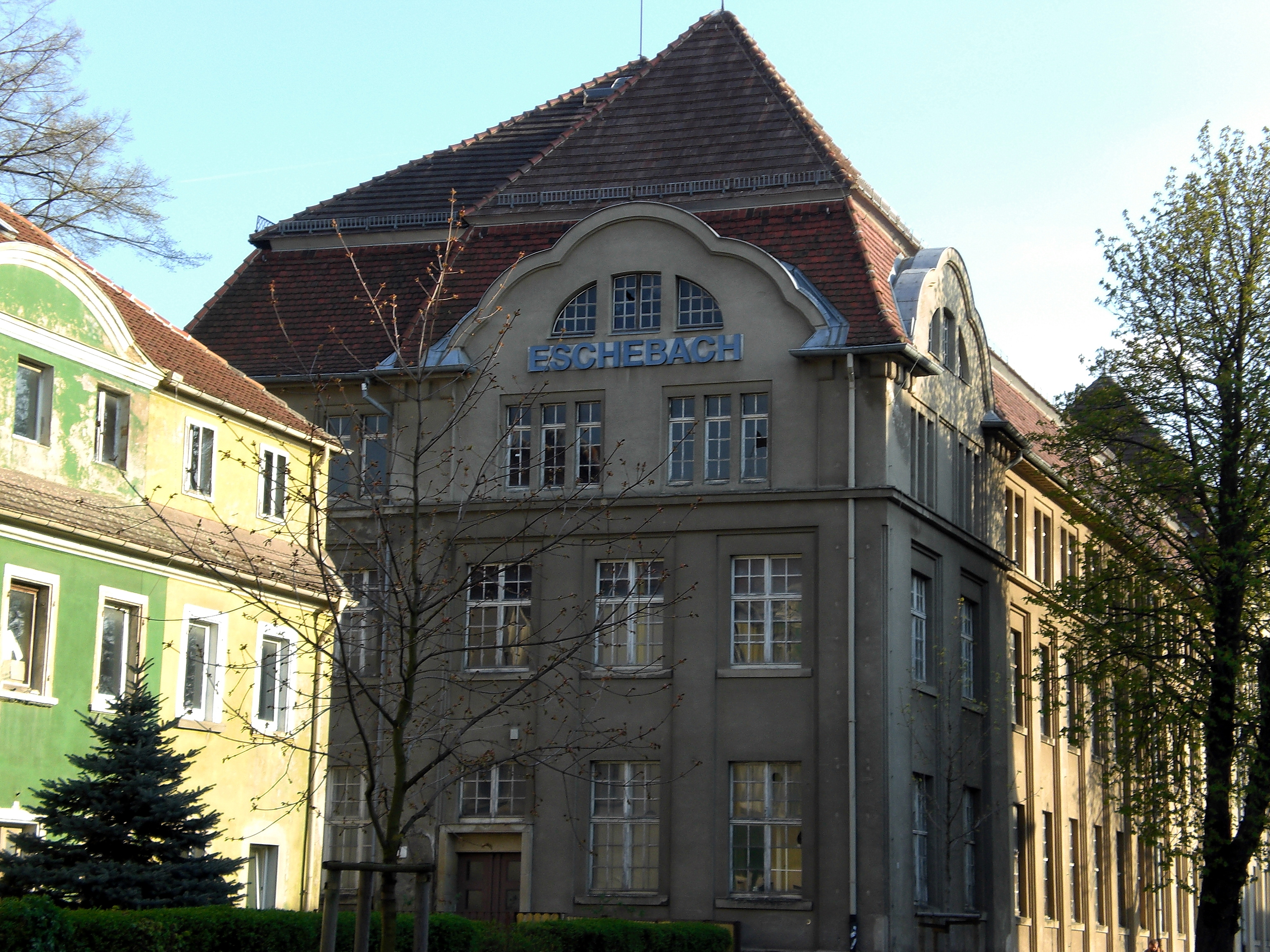
Gebäude des ehemaligen Traditionsbetriebes Eschebach in Radeberg, 2011 ausgebrannt

Aktie über 1000 RM der Eschebach-Werke AG vom August 1937

Die Eschebachsche Werke AG wurde 1877 von Carl Eschebach als Klempnerwerkstatt in Dresden gegründet. Mit dem Kaufmann Julius Haußner gründete Eschebach zu jener Zeit das Klempnergeschäft Eschebach & Haußner zur Produktion von Haushaltsgegenständen.
Nach der Erweiterung der Produktpalette um Küchenmöbel und Haushaltsgeräte kaufte die Firma Blechwarenfabrik Eschebach & Haußner Dresden 1886 die in Zwangsversteigerung befindliche Radeberger Firma „Wagenbauanstalt SAXONIA AG“ (ehem. Saxonia Eisenwerke Radeberg) für 185.000 Mark (nach heutiger Kaufkraft ca. 1.621.000 Euro). 1890 fusionierten das Dresdner und das Radeberger Werk zur Vereinigte Eschebach’sche Werke Aktiengesellschaft (Vewag) mit Stammsitz in Dresden. Der Neubau des Dresdner Werkes an der Riesaer Straße in Dresden-Pieschen konnte im Juni 1900 bezogen werden. Beim Tod Eschebachs im Jahr 1905 hatte sein Unternehmen in beiden Standorten etwa 2000 Arbeitnehmer.
Im Ersten Weltkrieg produzierte Eschebach u. a. Feldküchen für das Heer. 1926/27 entwickelte die Firma seriell produzierte Möbel für Reformküchen, die, anders als die Frankfurter Küche von Margarete Schütte-Lihotzky, keine Einbauküchen waren, sondern als Einzelmöbel individuell platziert werden konnten.
In der Weltwirtschaftskrise bekam das Unternehmen ernste Probleme, und das Dresdner Werk musste 1931 an die AG für Cartonagen-Industrie verkauft werden. Die Firmierung wurde in Eschebach-Werke AG geändert und das Radeberger Werk alleiniger Standort.
Nach dem Zweiten Weltkrieg ist 1946 ist der Betrieb enteignet und teilweise demontiert worden. Die Gewerke Gießerei und Blechverarbeitung wurden eingestellt. Die Produktpalette ist schrittweise auf Einbauküchen spezialisiert worden.
Die Umwandlung zum VEB Küchenmöbel Radeberg erfolgte nach 1950. Im Rahmen der Verstaatlichungswelle von 1972 wurde der Betrieb in den VEB Möbelkombinat Hellerau eingegliedert.
1990 wurde der Betrieb privatisiert und musste nach einem Jahr schon Insolvenz anmelden. Häufige Eigentümerwechsel und undurchsichtige Finanzgeschäfte brachten das Unternehmen zur zweiten Insolvenz, die mit der Produktionseinstellung im Jahre 2004 endete.
Ein Großbrand am 5. Dezember 2010 zerstörte ein großes Produktionsgebäude, bei einem weiteren Großbrand am 3. März 2011 brannte das Hauptgebäude an der Bahnhofstraße größtenteils aus. Diese und mehrere kleinere Brände 2013 und 2014 führten zu einer ruinösen Industriebrache und zum schrittweisen Abriss der Ruinen. 2016 begann der Abriss des ehemals repräsentativen Hauptgebäudes. Das gesamte Objekt gehört zu den Kulturdenkmalen der Stadt Radeberg.
Im Oktober 2014 wurde die Produktion von Badezimmer- und Küchenmöbeln unter dem Namen Eschebach in Rödinghausen (Ostwestfalen-Lippe) durch die Eschebach GmbH & Co. KG wieder aufgenommen. Unter der gleichen Firmenanschrift ist auch die Störmer GmbH & Co. KG zu finden, die ebenfalls Küchenmöbel herstellt.
Ende 2020 erfolgte dann der Zusammenschluss mit der Störmer GmbH & Co. KG zur Störmer AG.